# Simning vid världsmästerskapen i simsport 2022 – Damernas 400 meter frisim
Damernas 400 meter frisim vid världsmästerskapen i simsport 2022 avgjordes den 18 juni 2022 i Donau Arena i Budapest i Ungern.
Amerikanska Katie Ledecky tog sitt totalt 12:e individuella VM-guld och satte samtidigt ett nytt mästerskapsrekord på tiden 3.58,15. Silvret tog av 15-åriga kanadensaren Summer McIntosh på tiden 3.59,39, vilket blev ett nytt kanadensiskt rekord. Hon blev även blott den fjärde kvinnan att simma 400 meter frisim på under fyra minuter. Amerikanska Leah Smith tog bronset, vilket var hennes totalt sjunde VM-medalj samt tredje raka medalj på 400 meter frisim efter att tagit silver 2017 och brons 2019.

## Rekord
Inför tävlingens start fanns följande världs- och mästerskapsrekord:
|                   | Namn           | Nation     | Tid     | Ort                  | Datum        |
| ----------------- | -------------- | ---------- | ------- | -------------------- | ------------ |
| Världsrekord      | Ariarne Titmus | Australien | 3.56,40 | Adelaide, Australien | 22 maj 2022  |
| Mästerskapsrekord | Katie Ledecky  | USA        | 3.58,34 | Budapest, Ungern     | 23 juli 2017 |

Följande rekord slogs under mästerskapet:
| Datum   | Omgång | Namn          | Nation | Tid     | Rekord |
| ------- | ------ | ------------- | ------ | ------- | ------ |
| 18 juni | Final  | Katie Ledecky | USA    | 3.58,15 | 0MR0   |

## Resultat

### Försöksheat
Försöksheaten startade klockan 10:11.
| Placering | Heat | Bana | Namn                  | Nationalitet             | Tid           | Noteringar    |
| --------- | ---- | ---- | --------------------- | ------------------------ | ------------- | ------------- |
| 1         | 4    | 4    | Katie Ledecky         | USA                      | 3.59,79       | 0Q0           |
| 2         | 4    | 5    | Summer McIntosh       | Kanada                   | 4.03,19       | 0Q0           |
| 3         | 4    | 3    | Lani Pallister        | Australien               | 4.03,71       | 0Q0           |
| 4         | 4    | 2    | Kiah Melverton        | Australien               | 4.03,74       | 0Q0           |
| 5         | 4    | 6    | Leah Smith            | USA                      | 4.04,43       | 0Q0           |
| 6         | 3    | 3    | Erika Fairweather     | Nya Zeeland              | 4.06,00       | 0Q0           |
| 7         | 3    | 5    | Tang Muhan            | Kina                     | 4.06,29       | 0Q0           |
| 8         | 3    | 6    | Isabel Marie Gose     | Tyskland                 | 4.06,44       | 0Q0           |
| 9         | 3    | 2    | Miyu Namba            | Japan                    | 4.08,07       |               |
| 10        | 3    | 4    | Li Bingjie            | Kina                     | 4.08,25       |               |
| 11        | 3    | 7    | Waka Kobori           | Japan                    | 4.08,55       |               |
| 12        | 4    | 7    | Ajna Késely           | Ungern                   | 4.09,09       |               |
| 13        | 3    | 1    | Eve Thomas            | Nya Zeeland              | 4.09,49       |               |
| 14        | 3    | 8    | Freya Anderson        | Storbritannien           | 4.11,82       |               |
| 15        | 3    | 9    | Katja Fain            | Slovenien                | 4.12,05       |               |
| 16        | 4    | 0    | Gabrielle Roncatto    | Brasilien                | 4.12,09       |               |
| 17        | 4    | 8    | Marlene Kahler        | Österrike                | 4.12,55       |               |
| 18        | 3    | 0    | Freya Colbert         | Storbritannien           | 4.12,82       |               |
| 19        | 2    | 4    | Han Da-kyung          | Sydkorea                 | 4.13,29       |               |
| 20        | 4    | 9    | Valentine Dumont      | Belgien                  | 4.13,33       |               |
| 21        | 2    | 5    | Helena Rosendahl Bach | Danmark                  | 4.13,36       |               |
| 22        | 4    | 1    | Bettina Fábián        | Ungern                   | 4.14,06       |               |
| 23        | 2    | 6    | Gan Ching Hwee        | Singapore                | 4.15,19       |               |
| 24        | 2    | 3    | Paula Otero           | Spanien                  | 4.18,90       |               |
| 25        | 2    | 2    | Zhanet Angelova       | Bulgarien                | 4.20,55       |               |
| 26        | 2    | 7    | Kamonchanok Kwanmuang | Thailand                 | 4.27,01       |               |
| 27        | 2    | 1    | Võ Thị Mỹ Tiên        | Vietnam                  | 4.28,99       |               |
| 28        | 2    | 8    | Jamila Boulakbech     | Tunisien                 | 4.32,54       |               |
| 29        | 2    | 9    | Natalia Kuipers       | Amerikanska Jungfruöarna | 4.33,54       |               |
| 30        | 1    | 4    | Jehanara Nabi         | Pakistan                 | 4.37,93       |               |
| 31        | 1    | 2    | Bianca Mitchell       | Antigua och Barbuda      | 4.45,89       |               |
| 32        | 1    | 5    | Therese Soukup        | Seychellerna             | 4.46,09       |               |
| 33        | 1    | 3    | Arianna Lont          | Sint Maarten             | 5.19,07       |               |
| 34        | 1    | 6    | Keana Santos          | Guam                     | 5.28,52       |               |
| —         | 2    | 0    | Talita Te Flan        | Elfenbenskusten          | Startade inte | Startade inte |

### Final
Finalen startade klockan 18:41.
| Placering | Bana | Namn              | Nationalitet | Tid     | Noteringar |
| --------- | ---- | ----------------- | ------------ | ------- | ---------- |
| 1         | 4    | Katie Ledecky     | USA          | 3.58,15 | 0MR0       |
| 2         | 5    | Summer McIntosh   | Kanada       | 3.59,39 | 0NR0       |
| 3         | 2    | Leah Smith        | USA          | 4.02,08 |            |
| 4         | 3    | Lani Pallister    | Australien   | 4.02,16 |            |
| 5         | 8    | Isabel Marie Gose | Tyskland     | 4.03,47 |            |
| 6         | 7    | Erika Fairweather | Nya Zeeland  | 4.04,73 |            |
| 7         | 6    | Kiah Melverton    | Australien   | 4.05,62 |            |
| 8         | 1    | Tang Muhan        | Kina         | 4.10,70 |            |